# Turpija
Turpija (tur. törpü) je ručni alat za obradu metalnih i nemetalnih materijala odvajanjem čestica. Sastoji se od tijela s nasjekom, nasadnoga dijela za dršku, drške i prstena. Tijelo s nasjekom je radni dio turpije na kojem se nalaze s obje strane profila zubi, a nasjeci se često nalaze i sa strane. Drška se nalazi navučena na rep turpije i ojačana je metalnim prstenom koji sprečava cijepanje drške.
Turpije se razlikuju veličinom, oblikom (presjekom) i zupcima (nasjekom). Ovisno o namjeni, presjek je tijela plosnat, trokutast, četvrtast, okrugao, poluokrugao i drugo, a izrađuje se od alatnog čelika. Na tijelu turpija za metal nasječeni su ravni ili lučni zupci, obično dobiveni obradom bez odvajanja čestica (nasijecanjem). Nakon izrade zubaca turpije se toplinski (termički) obrađuju radi postizanja veće tvrdoće. Izrađuju se u 6 stupnjeva finoće, pa se prema broju zubaca (od 4 do 70) na jedan centimetar duljine razlikuju vrlo grube, grube, polugrube, polufine, fine i vrlo fine turpije. Za obradu drva i drugih mekših materijala koriste se posebne turpije (takozvane rašpe), koje na tijelu imaju pojedinačno istaknute zupce u obliku vrhova, broj kojih po centimetru kvadratnom određuje finoću. Među posebne vrste turpija ubrajaju se ploče za ravnanje te rotirajuće pločaste i profilirane turpije.

## Turpijanje
Turpijanje je postupak obrade odvajanjem čestica koji skida promjenjiv presjek strugotine. Postupak se koristi kao jedna od završnih obrada, kojim dovodimo obradak na točne mjere (skidamo dodatak za obradu). Alat je turpija (ručni alat s mnogo oštrica). Glavno gibanje je pravocrtno i obavlja se kad se turpija pomiče prema napred. Kako je turpijanje ručna obrada, dodatno turpiju treba opteretiti okomito na glavno gibanje, kako bi skidala strugotinu. Povratno gibanje je slobodno (bez pritiskivanja). Turpije se sastoje od dva dijela: radnog (tijelo turpije) koji je nazubljen (na kojem je nasjek ili zasjek) i nasadnog dijela (držalo). Drške su drvene ili plastične i u njima je klinastim vratom uklještena turpija (nasadni dio je utisnut u dršku). 
Turpije su pronađene u brončanom dobu (drevni Egipat). Do 1850. proizvodile su se isključivo ručno (zasijecanjem). To je zahtijevalo izrazitu strpljivost i preciznost. Čelik se kuje i zatim se oblikuje. Kovanjem oblika (zasjecanjem) dobiva se bolja struktura čelika. Udarci zasjeka izrađuju metalne zube. Ovisno o kutu zasjeka, veličini klina i sili udarca, ovisi finoća turpije. Zatim se pobruse; brušenje se upotrebljava samo za poravnavanje, kako bi svi zubi bili podjednaki. Današnje se sve turpije proizvode isključivo strojno. Postupak je sličan ručnoj izradi turpije, ali se zasjeci rade strojno i time se dobivaju kvalitetne turpije ujednačenih zubi. Izrađuju se od alatnih čelika, tako da se metalna šipka nasječe posebnim sjekačima na alatnim strojevima (batovima). Ovim se postupkom dobivaju klinaste oštrice (zubi turpije). 

### Rezni kutovi turpije
Tipični kutovi zubiju turpije su:
- oko 20º slobodni (leđni, stražnji) kut α, a to je kut između slobodne (leđne) površine alata i obrađivane površine na obratku;
- oko 63 º kut oštrenja (kut klina, kut noža) β, a to je kut između slobodne (leđne) površine alata i prednje površine alata;
- od 5º do 7º prednji (radni, grudni) kut γ, a to je kut između prednje površine alata i okomice na obrađivanu površinu.

Manji zupci se dobivaju dvostrukim zasjekom. Kod ovakvog nasjeka, kutovi zubaca u odnosu na os turpije su : prvi nasjek pod 45º i drugi nasjek pod 75º.
Manji zupci se dobivaju dvostrukim zasjekom. Kod ovakvog nasjeka, kutovi zubaca u odnosu na os turpije su : prvi nasjek pod 45º i drugi nasjek pod 75º. Turpija reže, kada je prednji kut pozitivan i služi za obradu mekših materijala: α = 25º, β = 60º, γ = 5º, δ = 85º. Turpija greca, kada je prednji kut negativan i služi za obradu tvrđih materijala: α = 36º, β = 70º, γ = 16º, δ = 106º.

### Nasjeci turpija
Nasjeci turpija mogu biti:
- jednosječni nasjek turpije se sastoji od paralelnih ili kosih nasjeka u odnosu na os, pod kutom od 60º do 80º radi lakšeg odvođenja strugotina;
- dvosječni nasjek turpije se sastoji od ukrštenih nasjeka kod kojih je donja oštrica pod kutom od 45º do 55º, a gornja oštrica u suprotnom smjeru pod kutom od 60º do 80º. Ovim nasjekom se mogu dobiti glatko obrađene površine;
- lučni nasjek turpije omogućava odvođenje strugotine s obje strane nasjeka.

## Podjela
Turpije se mogu podijeliti prema: finoći nasjeka, obliku poprečnog presjeka, obliku nasjeka, namjeni ili prema načinu izrade. Finoća nasjeka je u razredima i mjeri se u broju zubaca po 1 centimetru duljine: 0 – vrlo grube, 1 – grube, 2 – polugrube, 3 – polufine, 4 – fine i 5 – vrlo fine. 
Oblik poprečnog presjeka može biti: pravokutan, kvadratan, okrugli, trokutast, poluokrugli, nožast, sabljast. Oblik nasjeka može biti: jednostruki nasjek ili dvostruki nasjek (križni).
Namjena može biti: obrada metala i tvrdih materijala, obrada drva, kože, mekih metala (rašpe). Rašpe se dijele po finoći u razrede od 0 do 4. Način izrade je sjekačima ili glodalima. 
| 0 | vrlo grube turpije | 4 – 6 zubi po 1 cm   |
| 1 | grube turpije      | 5 – 14 zubi po 1 cm  |
| 2 | polugrube turpije  | 8 – 22 zubi po 1 cm  |
| 3 | polufine turpije   | 11 – 31 zubi po 1 cm |
| 4 | fine turpije       | 22 – 45 zubi po 1 cm |
| 5 | vrlo fine turpije  | 35 – 63 zubi po 1 cm |

Oblik poprečnog presjeka može biti: pravokutan, kvadratan, okrugli, trokutast, poluokrugli, nožast, sabljast. Oblik nasjeka može biti: jednostruki nasjek ili dvostruki nasjek (križni).
Namjena može biti: obrada metala i tvrdih materijala, obrada drva, kože, mekih metala (rašpe). Rašpe se dijele po finoći u razrede od 0 do 4. Način izrade je sjekačima ili glodalima.

### Presjeci turpija
Turpije mogu biti različitog presjeka, a izbor turpije zavisi od oblika i izmjera obratka. Presjek kod skoro svih turpija zadržava isti oblik po cijeloj dužini profila, a sužava se pri vrhu. Prema standardu turpije mogu biti:
- plosnate turpije koje imaju pravokutni oblik s ili bez vrha, raznih izmjera (dimenzija), s ili bez nasjeka na bočnim stranama ili s nasjekom samo na jednoj strani. Primjenjuje se za ravno turpijanje, skidanje oštrih bridova i slično.
- kvadratne turpije imaju kvadratni presjek. Primjenjuju se za obradu otvora kvadratnog ili pravokutnog oblika, za bočnu obradu i slično.
- poluokrugle turpije imaju polukružni presjek i suženje pri vrhu. Primjenjuju se za obradu udubljenih površina.
- trokutaste turpije imaju trokutasti presjek. Primjenjuju se za obradu unutarnjih površina, kutova, oštrenja pila.
- nožaste turpije imaju presjek noža. Primjenjuju se za obradu unutarnjih površina i kutova.
- okrugle turpije imaju kružni presjek. Primjenjuju se za obradu okruglih i zaobljenih površina.

### Izmjere turpija
Osnovna izmjera (dimenzija) turpije je duljina turpija, to jest duljina nasjeka turpije. S promjenom duljine mijenja se i izmjera presjeka. Dijelimo ih na:
- teške turpije se koriste tamo gdje se skidaju veće količine strugotine i većih je izmjera;
- lake turpije se koriste u završnim alatničarskim radovima i nalaze se u garnituri.

## Postupak rada

### Izbor odgovarajuće turpije
Izbor odgovarajuće turpije se sastoji u tome da se prema obliku i materijalu predmeta obrade izabere odgovarajuća turpija prema izmjerama, vrsti nasjeka, finoći nasjeka. Pri obradi mekših materijala koristi se grubi nasjek i niska klasa finoće. Pri obradi tvrdih materijala koristi se fini nasjek i visoka klasa finoće.

### Stezanje predmeta obrade
Stezanje predmeta obrade mora se obaviti tako da se predmet u škripac stegne na siguran i stabilan način. Dugačke dijelove treba stezati tako da se turpijanje izvodi u području (zoni) čeljusti i na najmanjoj udaljenosti od njih. U suprotnom dolazi do vibracija i deformacija (promjena oblika) pri obradi. Visoki dijelovi moraju se turpijati na najmanjoj udaljenosti od čeljusti. Stezanje dugih limova izvodi se pomoću uložaka izrađenih od "L" profila, duljine obrađivanog dijela, a slobodni krajevi se moraju steći ručnim škripcem. U suprotnom dolazi do vibracija, buke i loše obrade. Stezanje bridova za obradu bridova izvodi se stezanjem u male ručne škripce s kosim čeljustima, koji se stežu u bravarske škripce. 

### Položaj tijela i držanje turpije
Za držanje pravilnog nagiba turpije radnik mora stajati ispred škripca u odgovarajućem položaju s polurastavljenim nogama. Desna ruka treba čvrsto stezati dršku turpije, a desni palac je iznad drške. Lijeva ruka je dlanom oslonjena na turpiju. 

### Izvođenje turpijanja
Turpija mora biti vođena po predmetu obrade, tako da zauzima kut od 45˚ u odnosu na os istog predmeta. Pokretanje turpije za svaki prolaz mora se strogo izvoditi u osi iste turpije jednim pokretom s naprijed i nazad. Radni hod je samo onaj naprijed kod kojega dolazi do skidanja strugotine i zahtijeva veću snagu radnika. Za napredovanje u obradi potrebno je izvoditi i poprečno gibanje uzduž osi predmeta, koje iznosi približno polovici širine turpije. Turpija treba obrađivati predmet cijelom duljinom i širinom. Za vrijeme rada treba izbjegavati oscilacije, zbog toga radnik svaki put treba izvoditi gibanje unaprijed s grudima, a ne samo s rukama, s ciljem prenošenja sile na turpiju. Nakon obrade po površini turpije, a da se uklone paralelne brazde, dobro je da sljedeći prolazi budu pod kutom 90˚ u odnosu na prethodne, i da se crte odnošenja strugotine međusobno križaju (križno turpijanje). 

#### Turpijanje ravnih površina
Kod turpijanja većeg sloja desna ruka treba čvrsto držati turpiju, a lijeva ruka treba dlanom oslanjati turpiju da prsti hvataju vrh turpije. Kod turpijanja manjih slojeva nije potrebno da lijeva ruka vrši veliki pritisak i zato držanje ima svrhu samo vođenja. Za završne radove, dotjerivanje mjera i sličan pritisak je još manji.

#### Turpijanje zakrivljenih površina
Turpijanje okruglih predmeta se izvodi tako da se turpija drži uzdignuto, a zatim se spušta i postupno napreduje. Turpijanje provrta (rupa) se izvodi tako da se lijevom rukom drži blizu drške, a pokreti su brzi i kratki. Slično je i turpijanje udubljenih i ispupčenih površina. 

### Kontrola turpijanih površina
Tijekom raznih koraka (faza) turpijanja potrebno je vršiti brojne kontrole.

#### Kontrola ravnina
Kontrola ravnina može se izvesti kontrolnim ravnalima i kutnicima, postavljenim u raznim pravcima na površinu koja se kontrolira. Očnim promatranjem prodora svjetlosti između ravnala i kontrolirane površine utvrđuje je li ravnalo ili kutnik dobro naliježu s cijelom svojom dužinom. Kontrola ravnina može se izvesti i mjerenjem pomičnim mjerilom na više mjesta. Kontrola paralelnosti između dvije suprotne površine jednog prizmatičnog dijela može se izvesti mjerenjem pomičnim mjerilom, ili upotrebom obuhvatnog šestara. 

#### Kontrola okomitosti
Kontrola okomitosti se izvodi pomoću kutnika od 90˚. Kontrola kutova izvodi se odgovarajućim kutnikom ili kutomjerom, koji se oslanja sa svojom vanjskom ili unutarnjom površinom na predmet. Ako su oba kraka kutnika ili kutomjera prislonjeni uz predmet kut je dobar, u suprotnom slučaju pristupa se doradama. 

### Održavanje, trošenje i čišćenje turpija
Turpije su izrađene od tvrdog alatnog čelika i zakaljene su, te su lomljive i ne smiju se upotrebljavati kao poluge ili za udarac (kao čekić). Zubi turpije trebaju biti uvijek oslobođeni čestica strugotine jer u suprotnom turpija ima manji učinak, a površina obrade je loša. Čišćenje turpija može se izvesti pomoću metalne četke koja se koristi kod otklanjanja čestica od lijevanog željeza i mjedi, a koje se ne zaglavljuju čvrsto. Čišćenje čestica od žilavih materijala, na primjer čelik, izvodi se grebačom od čeličnog lima ili mjedi.

## Vanjske poveznice
|  | Zajednički poslužitelj ima još gradiva o temi Turpija |